# Mesão Frio
Mesão Frio es una villa portuguesa perteneciente al distrito de Vila Real, en la región de Trás-os-Montes (Norte) y la comunidad intermunicipal Duero, con cerca de 1900 habitantes.
Es la sede de un municipio mucho más pequeño, con 26,85 km² de área y 3548 habitantes (2021), subdividido en 5 freguesias. El municipio está limitado al norte y al este por los municipios de Peso da Régua, al sudeste por Lamego y por Resende y al oeste por Baião.
En el pasado fue muy conocida por el bello establecimiento hotelero público «Solar da Rede», que perteneció hasta su cierre a la cadena Pousadas de Portugal.

## Demografía
| Gráfica de evolución demográfica de Mesão Frio entre 1849 y 2021 |
|                                                                  |
| Datos según el nomenclátor publicado por el INE portugués.       |

## Freguesias
Las freguesias de Mesão Frio son las siguientes:
- Barqueiros
- Cidadelhe
- Mesão Frio (Santo André)
- Oliveira
- Vila Marim